# S.S.2
Der S.S. 2 ist ein Modell des Autoherstellers S.S. Cars Ltd. Er wurde 1931 gleichzeitig mit den S.S. 1 -Sechszylindermodellen herausgebracht.
Der S.S. 2 verfügte über einen 9 HP-Motor, der ebenso wie die Sechszylinder von der Standard Motor Company bezogen wurde. Es handelte sich dabei um einen Vierzylinder-Reihenmotor mit 1.005 cm³ Hubraum mit 60,25 mm Bohrung und 88 mm Hub und 28 bhp aus dem Standard Little Nine, karossiert als Coupé – eine verkürzte und dadurch vielleicht etwas harmonischer proportionierte Version des S.S. 1. Das Fahrzeug erreichte eine Höchstgeschwindigkeit von 95 km/h.
Ab Oktober 1933 wurde der S.S. 2 stark überarbeitet und erhielt, ähnlich wie ein Jahr zuvor der S.S. 1, eine größere Karosserie. Es standen nun zwei Vierzylinder-Reihenmotoren zur Wahl, und zwar der 10 HP aus dem Standard Ten mit 1.343 cm³ Hubraum mit 63,5 mm Bohrung und 106 mm Hub und 32 bhp und der 12 HP aus dem Standard Twelve mit 1.608 cm³ Hubraum mit 69,5 mm Bohrung und 106 mm Hub und 38 bhp. Bei diesen Motoren bestand der Zylinderkopf aus Aluminium während der 1.005 cm³ Motor noch einen Kopf aus Gusseisen besaß. Als Vergaser kamen Modelle von RAG zum Einsatz. Beim 1.005 cm³ Motor wurde ein Stromberg Vergaser eingesetzt. Die Höchstgeschwindigkeit dieser Wagen betrug etwa 105 km/h. Dieser revidierte S.S. 2 war als zweitüriger Tourer (offener Viersitzer), als zweitüriges Coupé und als zweitürige, sich vom Coupé nur durch die hinteren Seitenfenster unterscheidende, Limousine verfügbar. Die Bereifung war stets 475x18. Das Leergewicht variierte zwischen 787 kg und 1029 kg je nach Motor und Karossenkombination.
Als die Baureihe 1936 eingestellt wurde, waren insgesamt 1.796 Fahrzeuge hergestellt worden. Nachfolger war der S.S. Jaguar 1 ½ litre.

## Produktionszahlen Jaguar SS TWO Serie 1 bis 3
Gesamtproduktion 1.796 Fahrzeuge von 1932 bis 1936
|                                                                   | Jahr | 1932 | 1933 | 1934 | 1935 | 1936 | Summe |
| ----------------------------------------------------------------- | ---- | ---- | ---- | ---- | ---- | ---- | ----- |
| Jaguar SS TWO Serie 1 mit 1005 cm³ Coupé                          |      | *    | *    |      |      |      | 549   |
| Jaguar SS TWO Serie 2 mit 1343 cm³ und 1608 cm³ Coupé             |      |      | *    |      |      |      | 150   |
| Jaguar SS TWO Serie 3 mit 1343 cm³ und 1608 cm³ Limousine / Coupé |      |      |      | *    | *    | *    | 911   |
| Jaguar SS TWO Serie 3 mit 1343 cm³ und 1608 cm³ Tourer            |      |      |      | *    | *    | *    | 186   |
| Summe                                                             |      |      |      |      |      |      | 1.796 |